# 린이시
린이(중국어 간체자: 临沂, 정체자: 臨沂, 병음: Línyí)는 중화인민공화국 산둥성의 동남부에 위치한 지급시이다. 린이라는 명칭은 이수이(沂水)라는 하천에서 유래하였다. 중국 내에서도 10위 권 이내에 들어가는 인구 규모를 가진 행정구역이며, 인구의 99.67%가 한족이며, 그 외 30개 이상의 소수민족이 각지로부터 유입되었다. 산둥성 내에서 가장 인구가 많고, 면적이 가장 넓은 도시이다.

## 지리
면적 17,187km2이며, 지역은 동경 117도 24부에서 119도 11부, 북위 34도 22부에서 36도 22부에 걸쳐 펼쳐져 있다. 동서 161 km, 남북 228km에 걸친다. 시 지역 내는 산지, 구릉, 평야가 고르게 펼쳐져 있고 각각의 비율은 거의 같다. 몽산은 산둥성 내에서는 태산 다음으로 높은 산지며, 험한 봉우리와 풍부한 삼림이 있어 경관이 태산과 비교해도 뒤떨어지지 않는다. 시내에는 동서로, 산둥성 제2의 큰 하천인 기하가 흐른다. 기후는 온난하고 사계는 뚜렷하며, 강수량은 많은 편이다.
동쪽은 르자오 시에 접하고, 동남부는 황해에 접해 있다. 북동쪽은 웨이팡에, 북쪽은 쯔보, 북서쪽은 타이안에 접하며, 서쪽으로는 지닝, 남서쪽으로는 짜오좡에 각각 접한다. 남쪽은 장수성 쉬저우와 롄윈강에 살짝 접해 있다.

### 기후
| 린이시의 기후                                                 | 린이시의 기후 | 린이시의 기후 | 린이시의 기후 | 린이시의 기후 | 린이시의 기후 | 린이시의 기후 | 린이시의 기후 | 린이시의 기후 | 린이시의 기후 | 린이시의 기후 | 린이시의 기후 | 린이시의 기후 | 린이시의 기후 |
| 월                                                            | 1월           | 2월           | 3월           | 4월           | 5월           | 6월           | 7월           | 8월           | 9월           | 10월          | 11월          | 12월          | 연간          |
| ------------------------------------------------------------- | ------------- | ------------- | ------------- | ------------- | ------------- | ------------- | ------------- | ------------- | ------------- | ------------- | ------------- | ------------- | ------------- |
| 역대 최고 기온 °C (°F)                                        | 16.8 (62.2)   | 24.0 (75.2)   | 28.1 (82.6)   | 33.0 (91.4)   | 38.0 (100.4)  | 38.1 (100.6)  | 41.6 (106.9)  | 36.5 (97.7)   | 35.8 (96.4)   | 33.8 (92.8)   | 26.9 (80.4)   | 19.7 (67.5)   | 41.6 (106.9)  |
| 일평균 최고 기온 °C (°F)                                      | 4.8 (40.6)    | 8.1 (46.6)    | 13.9 (57.0)   | 20.7 (69.3)   | 26.1 (79.0)   | 29.7 (85.5)   | 31.0 (87.8)   | 30.2 (86.4)   | 26.8 (80.2)   | 21.3 (70.3)   | 13.6 (56.5)   | 6.8 (44.2)    | 19.4 (67.0)   |
| 일일 평균 기온 °C (°F)                                        | −0.2 (31.6)   | 2.6 (36.7)    | 8.0 (46.4)    | 14.6 (58.3)   | 20.4 (68.7)   | 24.3 (75.7)   | 26.7 (80.1)   | 25.9 (78.6)   | 21.7 (71.1)   | 15.8 (60.4)   | 8.4 (47.1)    | 1.9 (35.4)    | 14.2 (57.5)   |
| 일평균 최저 기온 °C (°F)                                      | −4.1 (24.6)   | −1.6 (29.1)   | 3.0 (37.4)    | 9.3 (48.7)    | 15.1 (59.2)   | 19.7 (67.5)   | 23.3 (73.9)   | 22.7 (72.9)   | 17.7 (63.9)   | 11.3 (52.3)   | 4.1 (39.4)    | −2.0 (28.4)   | 9.9 (49.8)    |
| 역대 최저 기온 °C (°F)                                        | −13.3 (8.1)   | −14.3 (6.3)   | −8.4 (16.9)   | −2.7 (27.1)   | 5.6 (42.1)    | 12.0 (53.6)   | 15.3 (59.5)   | 12.6 (54.7)   | 7.1 (44.8)    | −0.2 (31.6)   | −7.6 (18.3)   | −13.1 (8.4)   | −14.3 (6.3)   |
| 평균 강수량 mm (인치)                                         | 11.9 (0.47)   | 16.3 (0.64)   | 23.6 (0.93)   | 36.5 (1.44)   | 76.9 (3.03)   | 85.8 (3.38)   | 241.4 (9.50)  | 239.0 (9.41)  | 70.8 (2.79)   | 33.0 (1.30)   | 32.4 (1.28)   | 14.1 (0.56)   | 881.7 (34.73) |
| 평균 강수일수 (≥ 0.1 mm)                                      | 3.6           | 4.6           | 4.9           | 5.9           | 7.0           | 7.9           | 13.0          | 12.4          | 7.1           | 5.6           | 5.2           | 3.6           | 80.8          |
| 평균 강설일수                                                 | 3.2           | 3.0           | 1.4           | 0.1           | 0             | 0             | 0             | 0             | 0             | 0             | 0.7           | 1.8           | 10.2          |
| 평균 상대 습도 (%)                                            | 61            | 60            | 57            | 58            | 63            | 69            | 81            | 81            | 74            | 67            | 66            | 63            | 67            |
| 평균 월간 일조시간                                            | 154.4         | 155.8         | 197.6         | 218.2         | 234.9         | 199.1         | 175.6         | 181.4         | 182.2         | 186.3         | 158.9         | 156.5         | 2,200.9       |
| 가능 일조율                                                   | 49            | 50            | 53            | 55            | 54            | 46            | 40            | 44            | 50            | 54            | 52            | 52            | 50            |
| 출처: 중국기상국 (평년값: 1991년~2020년, 극값: 1971년~2010년) |               |               |               |               |               |               |               |               |               |               |               |               |               |

## 역사
린이의 역사는 2400년 정도 되었다. 1970년대에 손무의 손자병법이 이곳에서 발견되었다.
제2차 중일전쟁기간인 1938년 봄에 도시는 중국군과 일본군이 격렬한 전투를 벌이던 현장이었다. 주변에서 벌어진 타이얼좡 전투의 성공으로 고무된 중국군은 린이를 맹렬히 방어했으나 일본군은 1938년 4월 19일에 성벽을 파괴했다. 다음날 방어군은 철수해 48km떨어진 곳에서 싸웠다.
1949년에 중화인민공화국이 세워진 후에 행정 구역이 조정되었다.

## 경제
린이의 경제는 도매 시장을 기반으로 하고 있다. 린이의 도매 시장은 중국 내에서 3위를 차지하고 해마다 교역량은 400억 위안(58억 달러)이다. 린이는 80개의 특성화된 진과 1,500개의 특성화된 향을 개발하였고 거의 800개 정도의 산업화된 농업 기업이 있다.
2002년 시의 GDP는 710억 위안(104억 달러)였고 1차 산업이 120억 위안, 2차 산업이 340억 위안, 3차 산업이 250억 위안으로 구성되어있다. 주요 공산품은 직물, 식료품, 기계, 전자, 화학, 건자재, 석탄, 약, 금과 도자기이다.
2003년에 세금을 포함한 이익이 1,000만 위안(146만 달러)이 넘는 기업이 77개 있었고 1억 위안(1,460만 달러)이 넘는 기업이 7개 있었다. 기계류는 유럽, 아메리카, 동남아시아로 수출된다. 린이 시는 연 300만 톤의 혼합 비료 생산능력이 있다.

## 행정 구역
3개의 구와 9개의 현이 있다.
| 이름      | 간자   | 린이시 현급 행정구역 |
| --------- | ------ | -------------------- |
| 시할구    |        |                      |
| 란산 구   | 兰山区 |                      |
| 허둥 구   | 河东区 |                      |
| 뤄좡 구   | 罗庄区 |                      |
| 현        |        |                      |
| 이난 현   | 沂南县 |                      |
| 탄청 현   | 郯城县 |                      |
| 이수이 현 | 沂水县 |                      |
| 창산 현   | 苍山县 |                      |
| 페이 현   | 费县   |                      |
| 핑이 현   | 平邑县 |                      |
| 주난 현   | 莒南县 |                      |
| 멍인 현   | 蒙阴县 |                      |
| 린수 현   | 临沭县 |                      |

## 유명 인물
- 왕희지 - 동진의 서예가
- 제갈량 - 삼국시대 촉나라의 정치가이자 군사 전략가

## 관광
기몽산(沂蒙山), 숭산(崇山), 몽산(蒙山) 등 여러 명산이 있다.